# Tentyria rotundata mittrei
Tentyria rotundata mittrei es una subespecie de escarabajo del género Tentyria, tribu Tentyriini, familia Tenebrionidae. Fue descrita científicamente por Solier en 1835.
Se mantiene activa durante los meses de abril, mayo y agosto.

## Descripción
Mide 19 milímetros de longitud.

## Distribución
Se distribuye por Grecia y Turquía (en la ciudad de Troya).